# Aeroportul Internațional Bandaranaike
Aeroportul Internațional Bandaranaike (IATA: CMB, ICAO: VCBI) este un aeroport din Western Province⁠(d), Sri Lanka ce deservește zona Colombo. Aeroportul a fost tranzitat în decembrie 2021 de 432.857 de pasageri. A fost deschis în 1944.
Situat la o altitudine de 8 m, aeroportul dispune de 1 pistă. Este operat de Sri Lanka Air Force⁠(d).

## Infrastructură

### Piste
Aeroportul dispune de o singură pistă. Pista 04/22 are suprafața de asfalt și dimensiunile 3.441 m × 45 m. 